# Luciano Juba
Luciano Juba, pseudonimo di Luciano Batista da Silva Junior (Serra Talhada, 29 agosto 1999), è un calciatore brasiliano, difensore del Bahia.

## Caratteristiche tecniche
È un terzino sinistro.

## Carriera
Cresciuto nel settore giovanile dello Sport Recife, ha esordito in prima squadra il 29 gennaio 2020 disputando l'incontro del Campionato Pernambucano vinto 1-0 contro il Central-PE. Il 17 agosto seguente ha esordito nel Brasileirão in occasione del match giocato contro l'Atl. Goianiense.

## Palmarès

### Club

#### Competizioni statali
- Campionato Pernambucano: 1

Sport Recife: 2023

### Individuale
- Capocannoniere della Copa do Nordeste: 1

2023 (6 reti)